# CDBurnerXP
CDBurnerXP is een brandprogramma voor cd's en dvd's. Het is beschikbaar voor Windows onder een freewarelicentie.

## Functies
Het programma ondersteunt het branden van gegevens naar cd-r, cd-rw, dvd-r, dvd-rw, dvd+r, dvd+rw, blu-raydisk en hd-dvd. Branden van muziekbestanden wordt ondersteund (WAV, MP3, MP2, FLAC, WMA, AIFF, BWF (Broadcast WAV), Ogg Vorbis) in het Red Book-formaat en Opus-formaat.

## Installatieprogramma
Het installatieprogramma bevat adware (OpenCandy). Dit kan omzeild worden door voor het minimale installatieprogramma te kiezen of door de extra opties bij het installeren uit te schakelen.